# 結婚物語
『結婚物語』（けっこんものがたり）は、新井素子によるラブコメディ小説。1985年から1987年まで角川書店の雑誌『野性時代』で連載され、後に角川文庫より全3巻で発売された。その後、続編にあたる『新婚物語』（しんこんものがたり）が1988年に同じく『野性時代』に連載され、こちらも角川文庫より全3巻で発売された。
後述するように両作とも、日本テレビ系の「土曜グランド劇場」にて、沢口靖子主演でテレビドラマ化されている。
その後、新井は2010年から2011年にかけて『web小説中公』（中央公論新社）において後日譚である『銀婚式物語』（ぎんこんしきものがたり）を連載し、2011年に中央公論新社から発売。これに伴い『結婚物語』も中公文庫から全2巻で復刊。その後も「大腸ポリープ物語」を2015年4月から同年7月まで『yomiDr.』（読売新聞）に、「ダイエット物語」を2016年1月から同年6月まで『Web小説中公』で連載、後に両作品は『ダイエット物語……ただし猫』（だいえっとものがたり……ただしねこ）として、2016年に中央公論新社から発売された。そして、『定年物語』（ていねんものがたり）を2022年7月から2023年10月まで『web BOC』（中央公論新社）で連載して、2024年に中央公論新社から発売された。
本項目では続編についても合わせて記述する。

## 概説
新井素子は1985年に大学時代の同期生と結婚しているが、本作はその結婚を巡る本人及びその周辺のドタバタぶりをヒントに脚色・小説化したものである。本人にとっては初めてのSF以外の分野の小説である。
新井のそれまでの作品やキャラクターから「いつからSF小説に発展するのか?」「これは全て実話なのか?」という読者からの問い合わせが多く、「あとがき」でこの作品がSF小説ではなく、また「実話そのもの」（エッセイ）でもなく、フィクションとして大幅に脚色したものであることを強調している。

## あらすじ
若手女性作家・原陽子は、先日別れ話を切り出されて別れた筈の大学時代の同期生・大島正彦から、「結婚の話を両親にしてきた」と告げられる。別れた恋人に自分の結婚話をする正彦に激怒する陽子。だが、陽子が別れ話だと思って聞いていた正彦の告白は、実は正彦が必死で考えた一世一代のプロポーズの言葉で、陽子も同意した（陽子は別れ話と思っていたわけだが）と思った正彦は結婚の準備を始めていたのである。
誤解が解けて、改めてプロポーズを受け入れた陽子であったが、思いがけない展開で決まった結婚が婚約を経て結婚式にこぎつけるまでには、考えもしなかったトラブルが次々と発生することになったのである。
続編の『新婚物語』では、何とか結婚式を挙げた陽子と正彦が、最初の結婚記念日を迎えるまでの1年間を描いている。
『銀婚式物語』は結婚式から25年、すなわち銀婚式当日の朝を迎えた陽子が夕方に約束した正彦との食事会までの間に『新婚物語』の結末からの24年間を振り返ってゆく姿を描いていく。
「大腸ポリープ物語」（『ダイエット物語……ただし猫』所収）は新井自身の体験を、便潜血による発覚、検査、入院、ポリープ切除術といった陽子の闘病記として描く。
「ダイエット物語」（『ダイエット物語……ただし猫』所収）では、正彦のみならず猫ズまでも糖尿病予備軍と診断されたため、陽子は両者のダイエットに奮闘する。
「リバウンド物語」（『ダイエット物語……ただし猫』文庫版に追加）では、折角ダイエットに成功した正彦と猫ズがリバウンドを始めるが、陽子は正彦が60歳で定年を迎えるのを機に運動をさせようと考える。ところが、会社から雇用延長を打診されたことで陽子の思惑が狂い始める。
『定年物語』は、2020年6月30日、コロナ禍での勤務に不安を覚えた陽子の説得で正彦は退職することになり、作家を続ける陽子と趣味に没頭する正彦、そして猫ズとの新たな生活に入ることになる。

## 主な登場人物
原 陽子（はら ようこ）（結婚後を描く『新婚物語』以降は大島 陽子）
高校生で作家デビューした小説家。本人は常識は備えているつもりだが、「正彦が関東ローム層に理解を示さない」ことを理由に婚約破棄を言い出しかけるなど思い込みの強さが思わぬトラブルを呼ぶことも。生まれも育ちも東京都練馬区。
大島 正彦（おおしま まさひこ）
陽子の大学時代の同期生で卒業後は会社員。通称は「た〜さん」。少し太り気味なため「たぬきのおじさん」と呼ばれていたのを略したもの。岡山県出身で激高した場合は岡山弁が出るが、両親は元々大阪出身で『銀婚式物語』で岡山を引き払って大阪に戻ったことが語られる。
60歳で定年を迎えた後も嘱託で勤務をしていたが、1年で退職することになる。
原 力（はら ちから）
陽子の父。出版社勤務。陽子同様に思い込みが強い。
『銀婚式物語』でパーキンソン病の悪化で亡くなったことが語られている。
原 光子（はら みつこ）
陽子の母。力とは職場結婚で結婚・出産後も仕事と家事を両立してきた。
『銀婚式物語』で夫の死から10年後に夫と同じパーキンソン病によって施設に入ったことが語られている。
原 粒子（はら りゅうこ）
陽子の妹。原家の中で一番の常識人。
『銀婚式物語』では既に結婚している。
原 かく
力の母・陽子の祖母。仕事と家庭を両立させようとする光子に不満を抱いていたが、最近は少しボケの症状が出ている。
『銀婚式物語』で92歳で亡くなったことが語られている。
田部
正彦の親友。結婚式の司会役。
ファージ
『新婚物語』に登場する大島家の飼い猫。名前の由来はバクテリオファージから。
『銀婚式物語』で23歳という猫としては長寿で亡くなったことが語られる。
猫ズ
ファージを亡くした大島家が新たに飼い始めた2匹の猫。天元（オス）とこすみ（メス）。天元の方が兄扱い。
『ダイエット物語』は2匹の猫のダイエットについても扱っている。

## 既刊一覧
カバーイラストはいずれもさべあのまが担当している。ただし、ドラマ放映前後には、陽子を演じる沢口靖子の写真がカバーとなった版も存在する。『ダイエット物語』の文庫版は猫の写真である。
結婚物語
角川文庫
- 上 『眠たい瞳のお嬢さん』 （1986年8月25日発行、ISBN 4-04-160002-2）
- 中 『正彦くんのお引っ越し』 （1986年8月25日発行、ISBN 4-04-160003-0）
- 下 『大忙しの二日間』 （1986年9月25日発行、ISBN 4-04-160004-9）

中公文庫
- 上（2011年10月25日発行、ISBN 978-4-12-2055513）
- 下（2011年10月25日発行、ISBN 978-4-12-2055520）

新婚物語
角川文庫
前作と同じく全3巻であるが、上中下となっていないのは、第1巻発売時にどこまで続くか未定であったため。
1. 『新婚旅行は命がけ』 （1988年3月25日発行、ISBN 4-04-160005-7）
2. 『引っ越し貧乏』 （1988年8月25日発行、ISBN 4-04-160006-5）
3. 『傍若無人な冷蔵庫』 （1988年9月25日発行、ISBN 4-04-160007-3）

銀婚式物語
中央公論新社
- （2011年10月25日発行、ISBN 978-4-12-004290-4）
- 中公文庫（2014年10月23日発売、ISBN 978-4-12-206027-2）

ダイエット物語……ただし猫
「大腸ポリープ物語」、書き下ろしの「ダイエット物語……今度はヒト」も収録。
中央公論新社
- （2016年7月21日発行、ISBN 978-4-12-004872-2）
- 中公文庫（2019年8月22日発売、ISBN 978-4-12-206763-9）
文庫版には「リバウンド物語」、夫・手嶋政明との夫婦対談「素子さんの野望」を追加収録。

定年物語
中央公論新社
- （2024年3月10日発行、ISBN 978-4-12-005755-7）

## テレビドラマ
『結婚物語』が1987年2月14日〜3月28日（全7回）、『新婚物語』が1988年10月8日〜1989年1月28日（全15回）、どちらも日本テレビ系の「土曜グランド劇場」で放送。当時のテレビドラマでは珍しく、両作で結婚にまつわるデータや各儀式の説明が本編内の要所で流れ、主演の沢口と陣内がこれらの説明を読み上げていた。『新婚物語』では、放送開始前週の1988年10月1日に1時間のプレ番組『新婚物語は来週から始まるよ！』が放送されたほか、初回は陽子と正彦の新婚旅行としてマレーシアロケを敢行し、21:00～22:24の30分拡大放送であった。放送期間中、第13回の放送予定日である1989年1月7日に昭和天皇が崩御した影響で、13回以後の放送は当初の予定より1週遅れとなった。

### キャスト

#### 主要人物（両作共通）
- 原陽子（→大島陽子）[注 3] - 沢口靖子
- 大島正彦 - 陣内孝則
通称は「ま〜さん」に変更されている。
- 原粒太 - 角田英介
陽子の弟。小説の粒子に相当。
- 高杉芳信 - 京本政樹
正彦の親友。小説の田部に相当。
- 石野勝子 - 山田邦子
陽子の担当編集者。
- 原かく - 千石規子
- 原力 - 小林稔侍
- 原光子 - 白川由美

#### 結婚物語
- 池口里美 - 松本小雪
- 野村種夫 - 山口良一
- 蜷川有紀
- 中村久美
- 車だん吉
- 北村総一朗
- 坂本あきら
- 今村明美
- 山下容里枝
- 塚田きよみ
- 森川由加里
- 松木有吾
- 筧利夫
- 松浦佐和子
- 円城寺あや
- 中平良夫
- 浅見純子
- 椎名梢
- 立田真弓

#### 新婚物語
- 矢島早苗 - 渡辺満里奈
- 矢島辰造 - 小鹿番
- 矢島智子 - 岸久美子
- 梅沢教授 - 渥美國泰
- 梅沢澄江 - 谷口香
- 松平 - 河西健司
- 周子 - 銀粉蝶
- 雪子 - 山下容里枝
- 高橋 - 津村鷹志
- 月江 - 萩原祥香
- 花代 - 小谷ゆみ
- みよ子 - 中川まゆみ
- かおる - 草薙かおり
- 久美 - 桂川昌美
- 東 - 国守男
- 西 - 石井洋祐
- 南 - 筧利夫
- 北 - 郷田和彦
- 桜井理沙 - 天久美智子
- 国立信夫 - 小西博之

### スタッフ

#### 結婚物語
- 脚本：松木ひろし
- 音楽：大谷和夫
- 技術：原田伸夫
- カメラ：渡部健
- 照明：伊藤晴久
- 音声：戸田幸春
- VE：守屋誠一
- VTR：大沼成康
- 編集：伊藤信行
- MA：山崎茂己
- 美術デザイン：平井堯
- 装置：清浩久
- 装飾：鈴木正則
- 持道具：小川和男
- 衣裳：桜庭圭三
- スタイリスト：西ゆり子
- メイク：佐藤愛子、森田光子
- 広報：東良子
- 音効：鈴木晴夫
- タイトル：丸山能明
- スチール：水谷功
- 演出補：五木田亮一
- 記録：林満利子
- プロデューサー補：宮崎徹
- 協力：富士通
- 技術協力：生田スタジオ（相馬清三）
- プロデューサー：川原康彦、小山啓
- 演出：吉野洋、水田伸生
- 製作著作：日本テレビ

#### 新婚物語
- 脚本：松木ひろし、吉本昌弘
- 音楽：大谷和夫
- 技術：原田伸夫
- カメラ：山下悟
- 照明：秋長稔、川根一晴
- 音声：戸田幸春、菊地啓太
- 音効：諸橋毅一、太田亜紀
- VE：守屋誠一
- ED：伊藤信行
- MA：山崎茂己
- 美術：平井堯
- 装置：清浩久
- 装飾：鈴木正則
- 持道具：小川和男
- 衣裳：桜庭圭三
- スタイリスト：西ゆり子
- メイク：高橋光子、STUDIO717
- 活花：花香恭子
- 造園：浜野義雄
- ガラス：金井博
- 特効：有木正行
- スタジオ担当：相馬清三（生田スタジオ）
- 広報：東良子
- タイトル：又村統
- スチール：斉藤桂子
- 演出補：五木田亮一、池添博
- タイムキーパー：根津裕子
- 記録：林満利子
- 制作補：安念正一
- マレーシアロケ協力（第1回）：マレーシア航空、アルバーインターナショナル、PROJECTS PLANNING
- 協力：NEC、日本電気コンピューターシステム、日枝神社（第1回）、伊勢丹吉祥寺（第11回）
- 企画協力：S･H･P
- 制作協力：NTV映像センター
- 制作：清水欣也
- プロデューサー：川原康彦、小山啓
- 演出：吉野洋、五木田亮一、小山啓
- 製作著作：日本テレビ

### 主題歌
- 両作とも小比類巻かほる

結婚物語
- 「Hold On Me」（作詞：麻生圭子、作曲：大内義昭、編曲：土屋昌巳）

新婚物語
- 「TONIGHT」（作詞：小比類巻かほる、作曲：大内義昭、編曲：倉富義隆）

（レコード、CDはEPICソニー）

### 放送日程

#### 結婚物語
| 各話   | 放送日        | サブタイトル         | 備考 |
| ------ | ------------- | -------------------- | ---- |
| 第1回  | 1987年2月14日 | やっとプロポーズ     |      |
| 第2回  | 1987年2月21日 | やったね！婚約       |      |
| 第3回  | 1987年2月28日 | めんどいな！式場探し |      |
| 第4回  | 1987年3月7日  | スッタモンダで結納！ |      |
| 第5回  | 1987年3月14日 | 見て見てッ！婚約指輪 |      |
| 第6回  | 1987年3月21日 | 忘れてた！新婚旅行   |      |
| 最終回 | 1987年3月28日 | 長い間…ありがとう    |      |

#### 新婚物語
| 各話   | 放送日         | サブタイトル                                | 脚本       | 演出       | 備考                                               |
| ------ | -------------- | ------------------------------------------- | ---------- | ---------- | -------------------------------------------------- |
| 第1回  | 1988年10月8日  | オープニング・スペシャル “新婚旅行は命がけ” | 松木ひろし | 吉野洋     | 30分拡大、22:24まで （一部地域は21:54まで）        |
| 第2回  | 1988年10月15日 | ドッヒャ！二人の夜は眠れない                | 松木ひろし | 吉野洋     |                                                    |
| 第3回  | 1988年10月22日 | ナヌッ!?結婚届がまだ？                      | 松木ひろし | 吉野洋     |                                                    |
| 第4回  | 1988年10月29日 | そうヨ！主婦は体力一番                      | 松木ひろし | 五木田亮一 |                                                    |
| 第5回  | 1988年11月5日  | 作家をやめて主婦になろォ！                  | 松木ひろし | 吉野洋     |                                                    |
| 第6回  | 1988年11月12日 | 来ちゃったヨー！ケンタイ期？                | 松木ひろし | 吉野洋     |                                                    |
| 第7回  | 1988年11月19日 | ドッヒャ！主婦って素敵よオ！                | 吉本昌弘   | 吉野洋     |                                                    |
| 第8回  | 1988年11月26日 | ステキ！父娘でフランス料理                  | 松木ひろし | 吉野洋     |                                                    |
| 第9回  | 1988年12月3日  | 初恋の人に会っちゃった！                    | 吉本昌弘   | 五木田亮一 |                                                    |
| 第10回 | 1988年12月10日 | 赤ちゃんがやってきた!?                      | 松木ひろし | 吉野洋     |                                                    |
| 第11回 | 1988年12月17日 | ボーナスが無い！どうして？                  | 吉本昌弘   | 小山啓     |                                                    |
| 第12回 | 1988年12月24日 | どうして？こんな不思議にクリスマス          | 松木ひろし | 吉野洋     |                                                    |
| 第13回 | 1989年1月14日  | 転勤？私もついて行くウ！                    | 吉本昌弘   | 五木田亮一 | 当初は1月7日放送予定 （昭和天皇崩御のため1週延期） |
| 第14回 | 1989年1月21日  | ドドッ！お姑さんがやってきた                | 吉本昌弘   | 吉野洋     |                                                    |
| 最終回 | 1989年1月28日  | 泣かないで！ハッピーエンドなんだから        | 松木ひろし | 吉野洋     |                                                    |